# GPR62
GPR62 (англ. G protein-coupled receptor 62) – білок, який кодується однойменним геном, розташованим у людей на короткому плечі 3-ї хромосоми.  Довжина поліпептидного ланцюга білка становить 368 амінокислот, а молекулярна маса — 37 614.
| 10         |  | 20         |  | 30         |  | 40         |  | 50         |
| ---------- |  | ---------- |  | ---------- |  | ---------- |  | ---------- |
| MANSTGLNAS |  | EVAGSLGLIL |  | AAVVEVGALL |  | GNGALLVVVL |  | RTPGLRDALY |
| LAHLCVVDLL |  | AAASIMPLGL |  | LAAPPPGLGR |  | VRLGPAPCRA |  | ARFLSAALLP |
| ACTLGVAALG |  | LARYRLIVHP |  | LRPGSRPPPV |  | LVLTAVWAAA |  | GLLGALSLLG |
| TPPAPPPAPA |  | RCSVLAGGLG |  | PFRPLWALLA |  | FALPALLLLG |  | AYGGIFVVAR |
| RAALRPPRPA |  | RGSRLHSDSL |  | DSRLSILPPL |  | RPRLPGGKAA |  | LAPALAVGQF |
| AACWLPYGCA |  | CLAPAARAAE |  | AEAAVTWVAY |  | SAFAAHPFLY |  | GLLQRPVRLA |
| LGRLSRRALP |  | GPVRACTPQA |  | WHPRALLQCL |  | QRPPEGPAVG |  | PSEAPEQTPE |
| LAGGRSPAYQ |  | GPPESSLS   |  |            |  |            |  |            |

A: Аланін

C: Цистеїн

D: Аспарагінова кислота

E: Глутамінова кислота

F: Фенілаланін

G: Гліцин

H: Гістидин

I: Ізолейцин

K: Лізин

L: Лейцин

M: Метіонін

N: Аспарагін

P: Пролін

Q: Глутамін

R: Аргінін

S: Серин

T: Треонін

V: Валін

W: Триптофан

Кодований геном білок за функціями належить до рецепторів, g-білокспряжених рецепторів, білків внутрішньоклітинного сигналінгу. 
Задіяний у такому біологічному процесі як поліморфізм. 
Локалізований у клітинній мембрані, мембрані.